# Адам Ларіф
Адам Ларіф (нар. 1 липня 1980) — мальдівський футболіст, який грав на позиції нападника. Відомий за виступами в низці мальдівських клубів, та в складі національної збірної Мальдівів, та брав участь у її складі у футбольному турнірі Азійських ігор у 2002 році.

## Клубна кар'єра
Адам Ларіф у 2001—2002 роках грав у складі клубу «Хуррія Хураа». У 2007 році футболіст став гравцем клубу «Вікторі Спорт Клаб». У 2008—2009 роках нападник грав у складі клубу «ТК Спортс Клаб», а в кінці 2009 року у складі клубу «Валенсія» (Мале). У 2011 році Адам Ларіф повернувся до складу «ТК Спортс Клаб», у 12 проведених матчах за клуб відзначився 9 забитими м'ячами. У 2012 році футболіст грав у клубі «Клаб оф Юс Лінкедж», а в 2013 році знову був у складі «ТК Спортс Клаб», після чого завершив виступи на футбольних полях.

## Виступи за збірні
У 2002 році Адам Ларіф у складі збірної Мальдівів брав участь у футбольному турнірі Азійських ігор. У 2009 році футболіст у складі збірної грав у відбірковому турнірі до Кубка Азії. У складі збірної грав до 2011 року, загалом зіграв у складі збірної 3 матчі, у яких забитими м'ячами не відзначився.